# 疑問詞移位
疑問詞移位（英語：wh-movement、wh-extraction、wh-raising等）是一種可見於許多語言的句法学現象。疑问词移位常常表现为疑問詞或短语有特殊的語序。由於英語的疑問詞大多為wh-開頭，故此現象在英語中又稱為wh-movement，而在英語中，wh-movement一類的稱呼亦會用於有此現象的其他語言上，不論該語言的疑問詞是否為wh-開頭。
在詞彙功能語法（lexical functional grammar）、中心语驱动短语结构语法（Head-Driven Phrase Structure Grammar）、關聯文法（dependency grammar）等非轉換文法方面語法体系中，疑問詞移位有時又稱為「長距語義關聯」（Long-distance dependencies）、「非限制關聯」（unbounded dependencies）、「非連續」（discontinuities）或「映射性違背」（projectivity violations）等。
根據約瑟·哈羅德·格林伯格的普世語言通則（linguistic universal）第十二條的內容，「若一個語言的陳述句的主要語序為動詞─主詞─受詞（VSO），則它必將疑問詞或短语置於問句的開頭；若一個語言的陳述句的主要語序為主詞─受詞─動詞（SOV），則它沒有如此的規則」；除此之外，一些0語序為主詞─動詞─受詞（SVO）的語言，像英語，亦有疑問詞移位的規則存在；而漢語等另一些語序為主詞─動詞─受詞語言則沒有疑問詞移位的規則存在，而沒有疑問詞移位的語言又稱為「疑問詞原位」（wh-in-situ語言；但在1981年，黄正德提出漢語亦存有疑問詞移位的現象，儘管漢語的這移位是隱蔽且不發音的。黃氏的觀點對生成語法的理論有著廣泛的影響。

## 對於疑問詞移位理論性的討論
疑問詞移位的稱呼是來自於生成語法的分析的，在其中疑問詞一開始時在句中的其他地方，之後移至首位。儘管疑問詞移位是是此現象的常用名稱，但除此之外，在疑問句中亦可見到許多其他使用特殊語序的成份。
疑問詞移位的細節非常地複雜，尤其當將英語與其他具疑問詞移位的語言做比較時更是如此。所有現代的語法理論都有一些用以處理疑問詞移的正確規則的理論存在。
因為對於疑問詞移位最好的分析為何是有爭議的，因此對於有疑問詞移位現象的句子的各部位，有時也會有不同的術語來指稱。然而，所有相關的理論都要談論以下的幾個事物：
- 呈現特殊語序的成份，這些成份通常都在句首。此類的成份有時又稱為「填補者」（filler）或「移動成份」（the moved element）。
- 單詞或片語一般會出現的位置。這個位置常被稱為所謂的「空缺」(gap)；而在一些語法理論中，這些位置會有一個無聲的成份存在，該無聲的成份又稱為「语迹」（trace（英语：Trace (linguistics)））。這「跡」在圖解中有時會以t（语迹）或e（空缺）來表示。
- 在「填補者」和「空缺」間的成份。這成份有時又會稱為所謂的「依賴路徑」（dependency path）。

在早期的轉換語法中，對疑問詞移位的分析牽涉到「深層結構」和「表層結構」這兩個語法層次，其中「移動成份」在深層結構中是佔著「空缺」的位置的，而這成份經歷了一個將之移到句首的特殊規則，在套用了移動規則後的句子就是「表層結構」的。在像最簡方案（Minimalism）等一些較為現代的學派的說法中，特定的深層結構是不存在的，但單詞和片語依舊經歷了移動以到達其最後的位置。
在詞彙功能語法（lexical functional grammar）和中心语驱动短语结构语法（Head-Driven Phrase Structure Grammar）等一些不斷言有深層結構和表層結構等不同的語法層次存在的理論的分析中，移動規則是不使用的。相反地，這些理論討論「填補」和「空缺」間的關係，他們藉由這些句子的「特徵結構」（feature structure）上的限制，來說明有疑問詞移位的句子的語法。

## 不同語言中的疑問詞移位
疑問詞移位出現在世界上的許多語言中，許多歐洲語言亦將疑問詞置於開頭。
以下為英語的範例：
| What | did        | Jennifer | buy? |
| 什麼 | （助動詞） | 珍妮佛   | 買了 |

此句之意為「珍妮佛買了些什麼？」
在此例中，what是buy這個動詞的受詞，但它出現在句首，而在英語中，疑問句要加助動詞（在此例中為did，do的過去形）；而在一般的狀況下，受詞會出現在動詞後，如下所示：
| Jennifer | bought | some meats. |
| 珍妮佛   | 買了   | 一些肉      |

此句之意為「珍妮佛買了一些肉」。
以下為西班牙語的範例：
| ¿Qué | compró | Jennifer? |
| 什麼 | 買了   | 珍妮佛    |

此句之意為「珍妮佛買了些什麼？」
在此例中，qué是compró這個動詞的受詞，但它出現在句首；而在一般的狀況下，受詞會出現在動詞後，如下所示：
| Jennifer | compró | carne. |
| 珍妮佛   | 買了   | 肉     |

此句之意為「珍妮佛買了肉」。
除此之外，疑問詞移位亦可見於許多世界上的語言，在像法語等一些語言中，它在一些種類的主句裡是選用的。

## 帶領移位
帶領移位（Pied-piping，此現象最早由約翰‧羅斯（John R. Ross）確認）指的是一個大於單一疑問詞的片語發生移位的現象。在此現象中，疑問詞(如英語的which和whose等)是作為限定詞(determiner)一類的東西的，帶領移位表這些作限定詞的疑問詞和其補語一同出現在句首的現象。像在下面英語的範例中，「Which sister」這一整個片語都移至了句首（下面的「t」表該成份原本的位置，不出現於一般的句子中）：
Which sister does Jennifer like t?（意即「珍妮佛喜歡哪個姐妹？」）
在轉換文法的分析中，「which」這個疑問詞帶著它的補語「sister」一起移動到了句首，就像花衣魔笛手帶住了老鼠和小孩般，因此英語中此現象又名「Pied-piping」。
在作為限定詞的範例中，帶領移位是必須的。因此像下例這樣的句子在英語中是不合語法的（一樣地，下面的「t」表該成份原本的位置，不出現於一般的句子中）：
*Which does Jennifer like t sister?
然而在某些狀況下，帶領移位是可選的。在英語中，這常發生於當疑問詞或疑問詞片語是受介詞支配的受詞時。如下所示，下例中的兩個句子在英語中都是合於語法的（一樣地，下面的「t」表該成份原本的位置，不出現於一般的句子中）：
To whom did Jennifer reveal her secret t?（意即「珍妮佛向誰揭露她的秘密？」）
Who did Jennifer reveal her secret to t?（意即「珍妮佛向誰揭露她的秘密？」）
第二個例子是介詞懸空（preposition stranding）的一個範例，這用法在英語中是可能的，但在拉丁語或一些羅曼語族的語言中是不允許的；此外，在介詞為後置詞的語言中，介詞懸空一樣是不允許的。
某些語法學家經常宣稱說英語也不該有介詞懸空的用法；然而在一些例子中，英語介詞強制性的帶領移位會讓句子看起來很人工或很做作（像例如用To whom are you talking?而非Who are talking to（意即「你在跟誰講話？」）即為一例）。
一些語言在帶領移位片語中有特殊的語序存在。這現象又稱為倒置性帶領移位（pied-piping with inversion）或「二次疑問詞疑位」（secondary wh-movement）。

## 腳註
1. ↑  原句為「If a language has dominant order VSO in declarative sentences, it always puts interrogative words or phrases first in interrogative word questions; if it has dominant order SOV in declarative sentences, there is never such an invariant rule.」，可見 .   [2011-01-26]. （原始内容存档于2010-09-20）. 一頁中syntax的部份。
2. ↑  Huang, C-T.J.（黄正德） Move wh in a language without wh-movement. Linguist. Rev. 82(1), 1981. 369–416
3. ↑  Lasnik, Howard. "The minimalist program in syntax." TRENDS in Cognitive Sciences. 6(10), October 2002.
4. ↑  可見 Bošković, Željko. 2002. On multiple wh-fronting. Linguistic Inquiry 33: 351-384.

## 參照
- Cheng, Lisa. 1997. On the Typology of Wh-Questions. Garland Publishing, Inc., New York and London.
- Cheng, Lisa Lai-shen and Norbert Corver, eds., Wh-Movement: Moving On, The MIT Press, 2007
- Chomsky, Noam, "On Wh-Movement", in Culicover, P. W., Wasow, Thomas, and Akmajian, Adrian (eds), Formal Syntax, New York, 1977
- Erteschik-Shir, Nomi. 1973. On the Nature of Island Constraints. Ph. D. thesis, Massachusetts Institute of Technology, Cambridge, MA.
- Greenberg, Joseph H. "Some universals of grammar with particular reference to the order of meaningful elements", in Greenberg, Joseph H. (ed.) Universals of Language, London: MIT Press, 73-113, 1963
- Grosu, Alexander. 1973. On the Left Branch Condition. Linguistic Inquiry.
- Ross, John R. Constraints on variables in syntax. Doctoral dissertation, Massachusetts Institute of Technology, 1967

## 外部連結
- Lexicon of Linguistics:Wh-movement （页面存档备份，存于）
- Lexicon of Linguistics:Pied piping （页面存档备份，存于）
- Lexicon of Linguistics:Island （页面存档备份，存于）
- Lexicon of Linguistics:Wh-island （页面存档备份，存于）
- Lexicon of Linguistics:Left Branch Condition （页面存档备份，存于）
- Lexicon of Linguistics:Wh-in-situ （页面存档备份，存于）